# El Ràfol de Salem
El Ràfol de Salem (spanisch Ráfol de Salem) ist eine spanische Gemeinde (Municipio) mit 464 Einwohnern (Stand: 2024) in der Valencianischen Gemeinschaft, in der Comarca Vall d’Albaida.

## Lage
El Ràfol de Salem liegt in einer Höhe von ca. 300 m. Die Provinzhauptstadt Valencia liegt etwa 65 Kilometer in nördlicher Richtung.

## Geschichte
| Jahr      | 1900 | 1930 | 1950 | 1960 | 1970 | 1981 | 1991 | 2001 | 2011 | 2021 |
| --------- | ---- | ---- | ---- | ---- | ---- | ---- | ---- | ---- | ---- | ---- |
| Einwohner | 593  | 537  | 516  | 520  | 523  | 410  | 372  | 365  | 442  | 449  |

## Kultur und Sehenswürdigkeiten
- Kirche Mariä Engeln (Església de la Mare de Déu dels Àngels)
- Blasiuskapelle

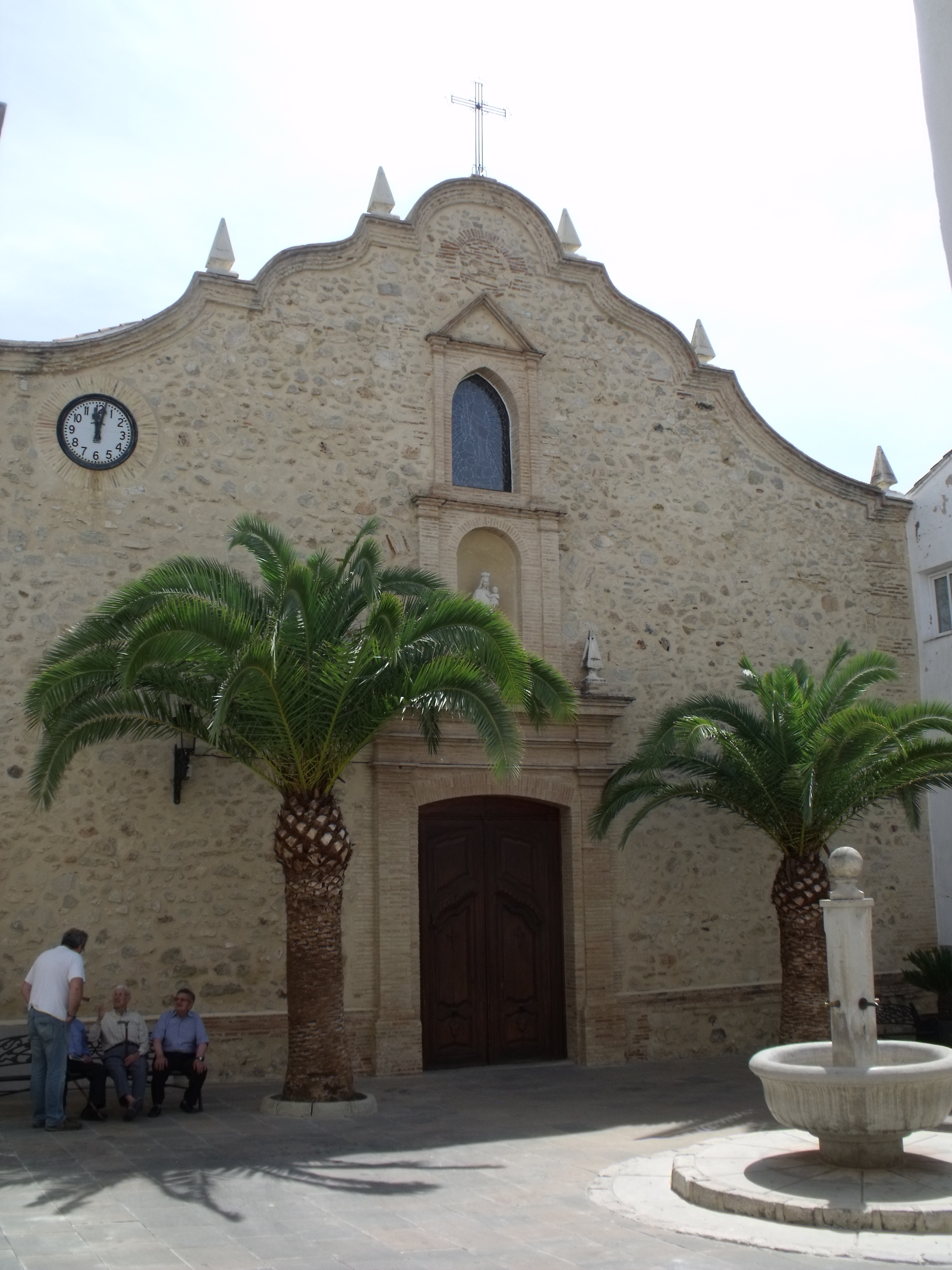
Kirche Mariä Engeln
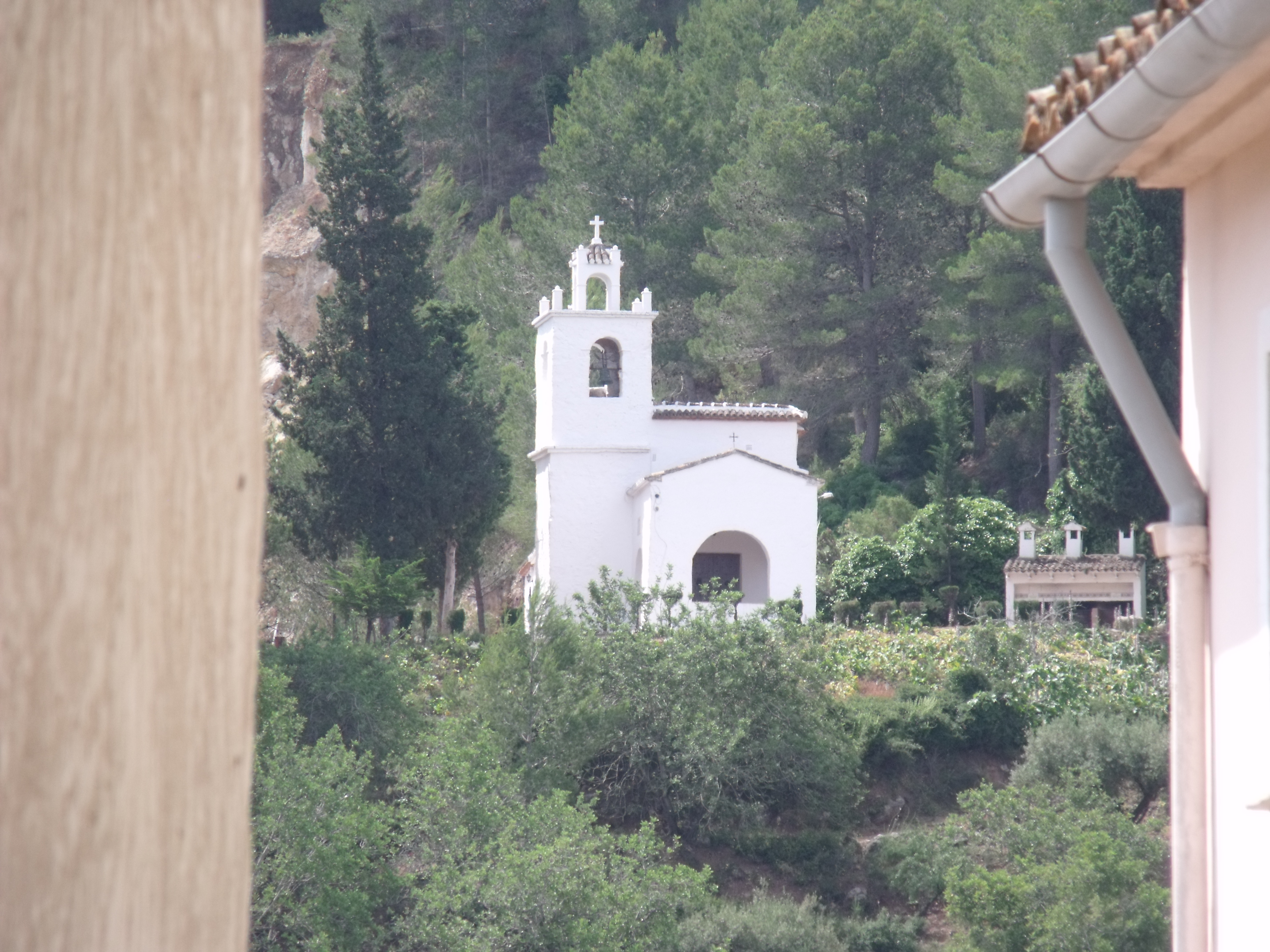
Blasiuskapelle
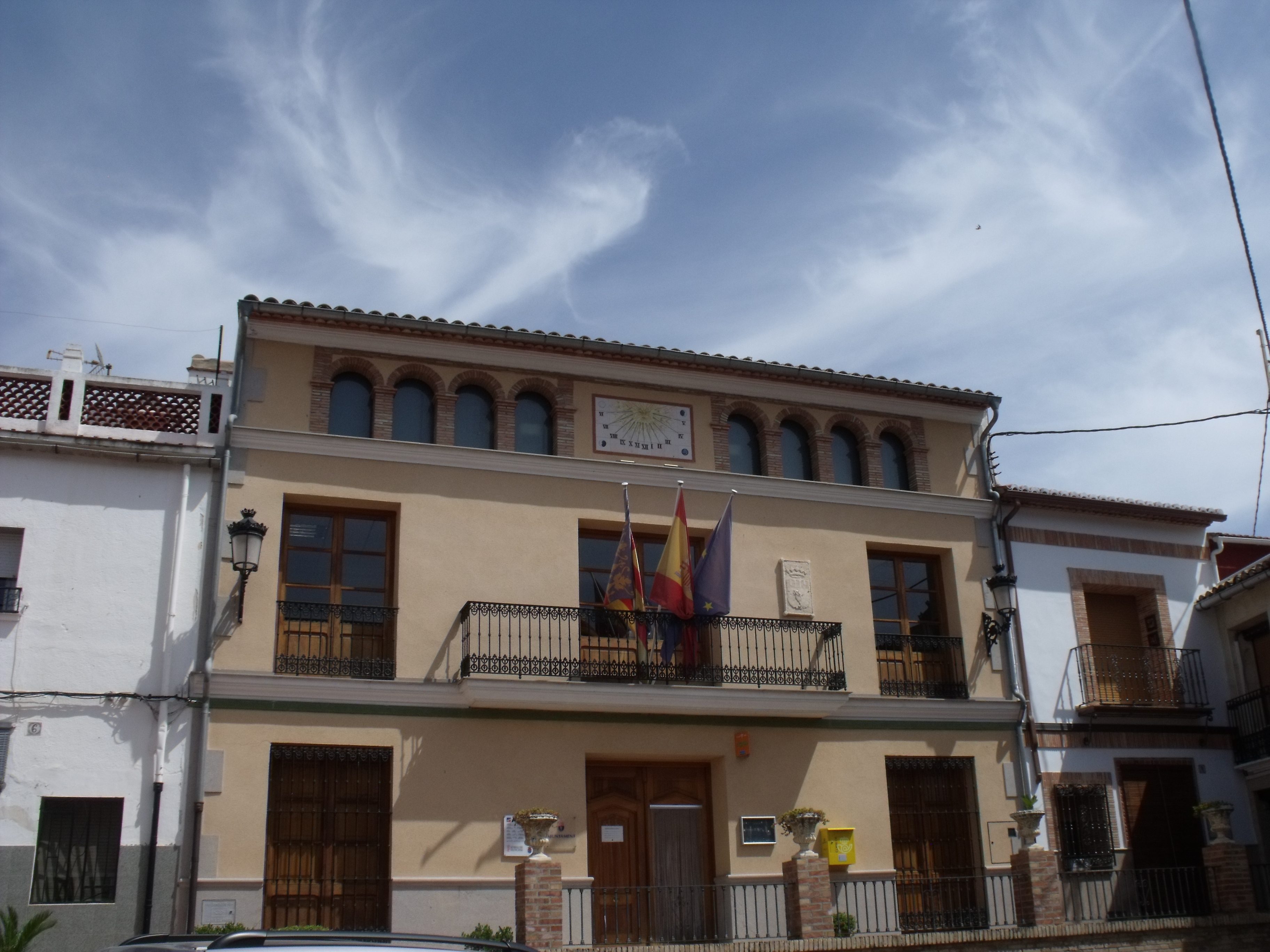
Rathaus